# 元群馬県警警部補懲戒免職処分取消請求訴訟
元群馬県警警部補懲戒免職処分取消請求訴訟（もとぐんまけんけいけいぶほちょうかいめんしょくしょぶんとりけしせいきゅうそしょう）は、懲戒免職処分を受けた群馬県警察本部の大河原宗平元警部補がこれを不服として国と県を訴えた裁判である。

## 事件の経緯
- 2004年2月、群馬県警の大河原宗平警部補が、ナンバープレートを偽装した疑いにより車を差し押さえをされる際に体当たりしたとして、公務執行妨害で逮捕され、後に新聞で報道された。大河原が体当たりの事実を認めているか否かについての記述をした記事はほとんど無かった。
- 大河原は、起訴猶予処分にされ、懲戒免職。
- これを不服とした大河原は、群馬県人事委員会に取消請求。2008年6月、懲戒免職の理由の一つである公務執行妨害の認定は覆されたが、取消にはいたらず。
- 2008年10月、国と県を相手取って提訴。懲戒免職取消請求と損害賠償請求を合わせた本裁判が前橋地方裁判所で行われる。2010年11月5日結審。2011年3月18日が判決日になると発表された。ところが3月11日の東北地方太平洋沖地震により、5月9日に延期となった。
- 2011年5月9日、前橋地裁は原告の訴えを棄却[1]

## 地裁判決

### その整合性
- 先立つ人事委員会での決定では公務執行妨害の事実認定はなされなかったが、上毛新聞2011年5月10日朝刊によると、偽ナンバープレートを外した行為が差し押さえ手続きに対する妨害に当たるため、懲戒が不当ではないとの判決が出た。

## 裏金問題との関連性への諸発言
原告の大河原、支援弁護士の清水勉、支援者の仙波敏郎らは、本件の背後には警察の裏金問題が横たわっていると発言している。それが、本件が『群馬県警・裏金裁判』などと呼ばれる所以である。

### 原告・大河原の発言
『群馬県警の不正経理（裏金）について』なる一文で、大河原が本件の発端を語っている。

### 清水弁護士の発言
JANJANニュースのインタビューに答える形で、清水は、この事件の発端は、1996年11月に大河原元警部補が自らの正義感から捜査費の裏金作りを経理担当職員や上司に抗議したことにあるとして、事件が起こるまでの経緯を以下のように説明している。
翌年3月、大河原は、捜査権限を持てない交番に左遷された。
2003年7月に、高知県警察本部刑事部捜査第一課の捜査費裏金作り一覧表を地元紙が入手し、紙面を使って執拗な追及を始め、その年の11月、テレビ朝日系列の番組『ザ・スクープ』が全国の警察の裏金づくりを特集し、大河原はこの特集番組の第2弾に協力した。
清水は、大河原がこの番組の取材に応じたことに気づいたであろう群馬県警が、彼を黙らせるためか信用失墜させるために、彼が監察による日常生活の監視を免れようと紙ナンバーでNシステム逃れをしていたのを、注意し止めさせるという対応をしないで、（本来の管轄は高崎署のはずなのに）県警本部だけで「事件」として処置した、と主張する。

### 仙波敏郎の発言
仙波は講演『日本警察の浄化をめざして』で、この事件と裏金問題との関わりについて語っている。

## 公務執行妨害について
報道された「体当たり」は現行犯逮捕時の被疑事実ではなく、後から作られたものであると、結審日の意見陳述で大河原は主張した。また、大河原が「体当たり」の件について一貫して否認しつづけ、怪我をさせたとされる相手に対しての謝罪や治療費支払いを拒否しているのにもかかわらず、（反省の色が見られたときの処置である）起訴猶予処分であるのは、デタラメな対応だ、とも主張している。（外部リンク参照）
清水弁護士は、起訴猶予という処置の理由について、原田宏二著『警察内部告発者』への寄稿の中で、もし起訴してしまうと裁判で事実関係が争われてしまい、それが警察にとって不都合になるからではないか、と述べている。
外部リンクにある、逮捕時のビデオには、「体当たり」は映っていない。
体当たりの被害者とされた警視は怪我の費用を「公務災害補償基金」に請求し、同基金は本件原告の大河原に数千円の治療費を請求する訴訟まで起こしていたが、2009年7月23日に裁判を取り下げている。
また、懲戒免職は判決が出た後にするのが定石なのに、今回は起訴・不起訴が決定する前に早々と処分してしまった、ということについても疑問の声がある。

## 本件に言及した書物
- 『警察内部告発者』（原田宏二、講談社）：上記のとおり、清水による後書きで
- 『現職警官「裏金」内部告発』（仙波敏郎、講談社）：栃木リンチ殺人事件被害者遺族との面会についての記述で、大河原元警部補が仲介者として登場する。
- 『ドキュメント仙波敏郎』（東玲治、創風社）
- 雑誌『紙の爆弾』仙波敏郎による連載コラムにおいて